# 穹窿山

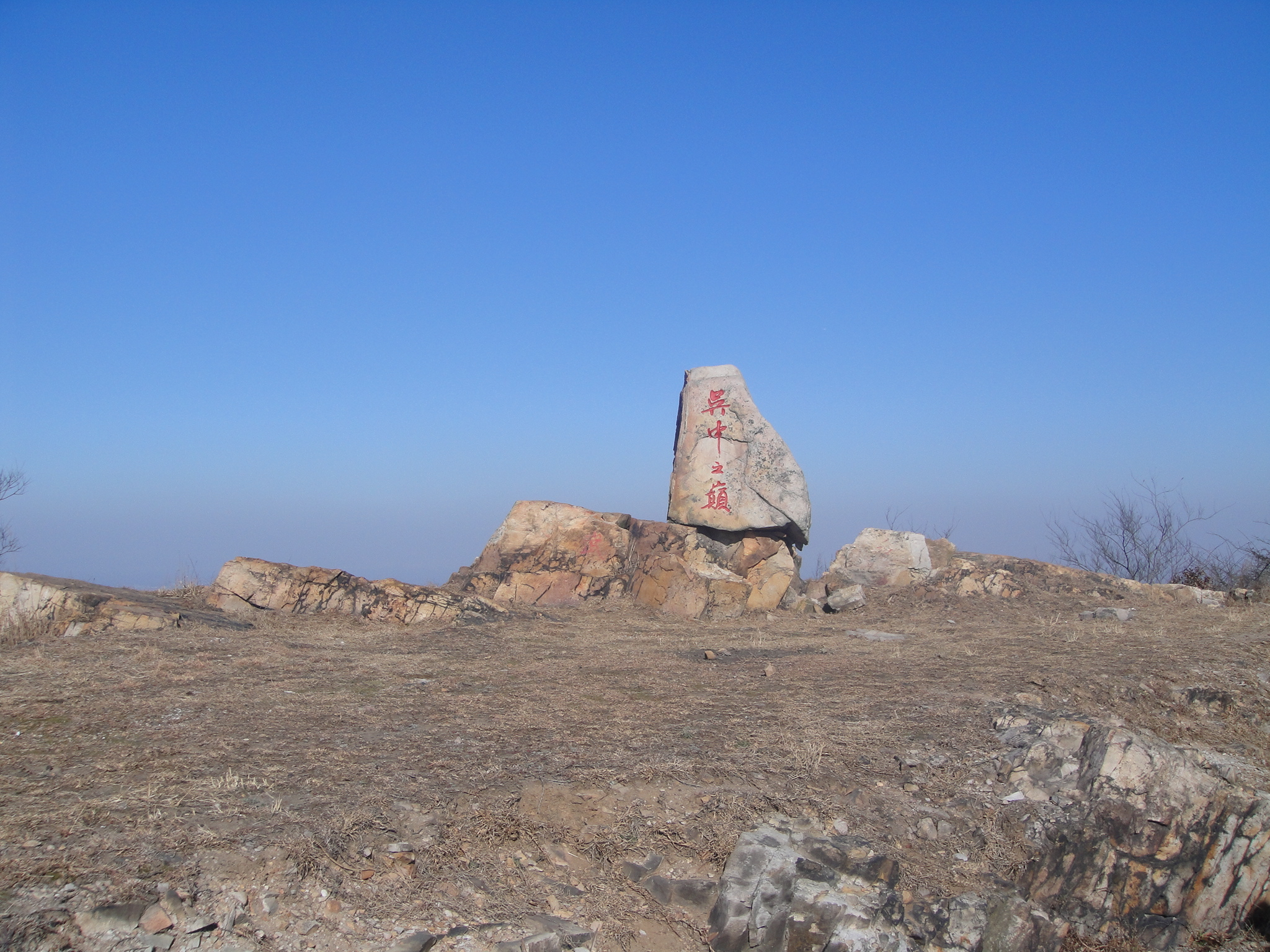
穹窿山顶的“吴中之巅”

穹窿山是江苏省苏州市的最高山，位于苏州西南，海拔341.7米，有“吴中之巅”的美称。穹窿山是著名军事家孙武的隐居地，他在此完成了著名的《孙子兵法》。此外穹窿山还有苏州最长的盘山公路（6.5公里）以及苏州唯一的省级自然保护区。穹窿山与东山景区、旺山景区组成的吴中太湖旅游区，被评为国家5A级旅游景区。